# Tiro ai Giochi della XXX Olimpiade - Pistola 25 metri femminile
La gara di pistola 25 metri femminile dei Giochi della XXX Olimpiade si è svolta il 1º agosto 2012. Hanno partecipato 39 atlete.
La gara è stata vinta dalla sudcoreana Kim Jang-Mi davanti a Chen Ying e Olena Kostevyč.

## Formato
L'evento si articola in due fasi: un turno di qualificazione e la finale.
Nella qualificazione, ogni atleta spara 60 colpi; in ognuno di essi, il punteggio varia da 0 da 10 (con incrementi di 1) a seconda della distanza dal centro del bersaglio. I primi 8 tiratori accedono alla finale.
Nella finale, ogni atleta spara 20 colpi addizionali, il cui punteggio ha un incremento di 0,1 (con un massimo di 10,9); il punteggio finale considera tutti gli 80 colpi sparati.

## Record
Prima della competizione, i record olimpici e mondiali erano i seguenti:
| Qualificazione  | Qualificazione              | Qualificazione    | Qualificazione      | Qualificazione    |
| --------------- | --------------------------- | ----------------- | ------------------- | ----------------- |
| Record mondiale | Diana Iorgova (Bulgaria)    | 594               | Milano, Italia      | 31 maggio 1994    |
| Record olimpico | Tao Luna (Cina)             | 590               | Sydney, Australia   | 22 settembre 2000 |
| Intera gara     |                             |                   |                     |                   |
| Record mondiale | Kim Jang-Mi (Corea del Sud) | 796,9 (592+204,9) | Londra, Regno Unito | 22 aprile 2012    |
| Record olimpico | Chen Ying (Cina)            | 793,4 (585+208,4) | Pechino, Cina       | 13 agosto 2008    |

## Programma
| Data           | Ora (BST/UTC+1) | Turno          |
| -------------- | --------------- | -------------- |
| 1º agosto 2012 | 9:00            | Qualificazioni |
| 1º agosto 2012 | 15:30           | Finale         |

## Turno di qualificazione
| Pos. | Atleta                    | Nazione        | 1   | 2   | 3   | PR  | 4   | 5   | 6   | RF  | Totale   | Note  |
| ---- | ------------------------- | -------------- | --- | --- | --- | --- | --- | --- | --- | --- | -------- | ----- |
| 1    | Kim Jang-Mi               | Corea del Sud  | 98  | 100 | 100 | 298 | 98  | 97  | 98  | 293 | 591      | Q, OR |
| 2    | Tanyaporn Prucksakorn     | Thailandia     | 100 | 97  | 98  | 295 | 98  | 97  | 96  | 291 | 586      | Q     |
| 3    | Chen Ying                 | Cina           | 97  | 95  | 96  | 288 | 98  | 99  | 100 | 297 | 585      | Q     |
| 4    | Kira Mozgalova            | Russia         | 93  | 99  | 97  | 289 | 99  | 99  | 98  | 296 | 585      | Q     |
| 5    | Olena Kostevyč            | Ucraina        | 98  | 96  | 99  | 293 | 100 | 95  | 97  | 292 | 585      | Q     |
| 6    | Zsófia Csonka             | Ungheria       | 98  | 96  | 97  | 291 | 99  | 98  | 96  | 293 | 584      | Q     |
| 7    | Jo Yong-Suk               | Corea del Nord | 94  | 97  | 97  | 288 | 98  | 98  | 99  | 295 | 583 (50) | Q     |
| 8    | Zorana Arunović           | Serbia         | 97  | 99  | 97  | 293 | 96  | 95  | 99  | 290 | 583 (49) | Q     |
| 9    | Maria Grozdeva            | Bulgaria       | 100 | 94  | 90  | 284 | 100 | 100 | 99  | 299 | 583 (48) |       |
| 10   | Antoaneta Boneva          | Bulgaria       | 97  | 96  | 96  | 289 | 97  | 99  | 99  | 293 | 582      |       |
| 11   | Kim Kyeon-Gae             | Corea del Sud  | 95  | 95  | 96  | 286 | 99  | 100 | 97  | 296 | 582      |       |
| 12   | Munkhbayar Dorjsuren      | Germania       | 97  | 99  | 98  | 294 | 96  | 98  | 94  | 288 | 582      |       |
| 13   | Lenka Marušková           | Rep. Ceca      | 97  | 98  | 97  | 292 | 97  | 96  | 97  | 290 | 582      |       |
| 14   | Stephanie Tirode          | Francia        | 99  | 97  | 96  | 292 | 96  | 97  | 97  | 290 | 582      |       |
| 15   | Nino Salukvadze           | Georgia        | 97  | 98  | 94  | 289 | 96  | 96  | 100 | 289 | 581      |       |
| 16   | Tien Chia-chen            | Taipei cinese  | 95  | 96  | 98  | 289 | 98  | 97  | 96  | 291 | 580      |       |
| 17   | Lalita Yauhleuskaya       | Australia      | 96  | 95  | 97  | 288 | 98  | 99  | 95  | 292 | 580      |       |
| 18   | Jasna Šekarić             | Serbia         | 95  | 93  | 96  | 284 | 99  | 99  | 97  | 295 | 579      |       |
| 19   | Rahi Sarnobot             | India          | 97  | 98  | 96  | 291 | 96  | 96  | 96  | 288 | 579      |       |
| 20   | Yuan Jing                 | Cina           | 95  | 96  | 97  | 288 | 96  | 99  | 96  | 291 | 579      |       |
| 21   | Céline Goberville         | Francia        | 97  | 98  | 98  | 293 | 98  | 93  | 95  | 286 | 579      |       |
| 22   | Sonia Franquet            | Spagna         | 97  | 98  | 98  | 293 | 92  | 98  | 96  | 286 | 579      |       |
| 23   | İradə Aşumova             | Azerbaigian    | 97  | 96  | 94  | 287 | 100 | 95  | 96  | 291 | 578      |       |
| 24   | Anna Mastjanina           | Russia         | 92  | 98  | 96  | 286 | 96  | 98  | 98  | 292 | 578      |       |
| 25   | Viktorya Čajka            | Bielorussia    | 97  | 96  | 96  | 289 | 98  | 94  | 97  | 289 | 578      |       |
| 26   | Claudia Verdicchio-Krause | Germania       | 96  | 96  | 97  | 289 | 97  | 97  | 95  | 289 | 578      |       |
| 27   | Gundegmaa Otryad          | Mongolia       | 93  | 95  | 96  | 284 | 99  | 99  | 95  | 293 | 577      |       |
| 28   | Sandra Uptagrafft         | Stati Uniti    | 95  | 94  | 97  | 286 | 98  | 98  | 94  | 290 | 576      |       |
| 29   | Heidi Diethelm Gerber     | Svizzera       | 95  | 98  | 96  | 289 | 97  | 97  | 95  | 286 | 575      |       |
| 30   | Annu Raj Singh            | India          | 96  | 94  | 96  | 286 | 96  | 96  | 97  | 289 | 575      |       |
| 31   | Yukari Konishi            | Giappone       | 95  | 96  | 91  | 282 | 100 | 96  | 96  | 292 | 574      |       |
| 32   | Le Thi Hoang Ngoc         | Vietnam        | 95  | 96  | 98  | 289 | 92  | 93  | 100 | 285 | 574      |       |
| 33   | Joana Castelão            | Portogallo     | 97  | 92  | 94  | 283 | 93  | 97  | 98  | 288 | 571      |       |
| 34   | Hayley Chapman            | Australia      | 93  | 92  | 93  | 278 | 97  | 96  | 97  | 290 | 568      |       |
| 35   | Beata Bartków-Kwiatkowska | Polonia        | 95  | 96  | 96  | 287 | 91  | 95  | 94  | 280 | 567      |       |
| 36   | Naphaswan Yangpaiboon     | Thailandia     | 93  | 95  | 95  | 283 | 97  | 93  | 93  | 283 | 566      |       |
| 37   | Georgina Geikie           | Regno Unito    | 94  | 95  | 95  | 284 | 94  | 94  | 90  | 278 | 562      |       |
| 38   | Maribel Pineda            | Venezuela      | 96  | 99  | 93  | 288 | 90  | 90  | 92  | 272 | 560      |       |
| 39   | Ana Luiza Souza Lima      | Brasile        | 94  | 92  | 94  | 280 | 94  | 89  | 97  | 280 | 560      |       |

## Finale
| Posizione | Atleta                | Qual | 1    | 2    | 3    | 4    | Finale | Totale |
| --------- | --------------------- | ---- | ---- | ---- | ---- | ---- | ------ | ------ |
|           | Kim Jang-Mi           | 591  | 51.2 | 49.1 | 51.8 | 49.3 | 201.4  | 792.4  |
|           | Chen Ying             | 585  | 52   | 51.6 | 50   | 52.8 | 206.4  | 791.4  |
|           | Olena Kostevyč        | 585  | 51.2 | 51.3 | 52.2 | 48.9 | 203.6  | 788.6  |
| 4         | Zorana Arunović       | 583  | 50.9 | 51.8 | 50   | 51.6 | 204.3  | 787.3  |
| 5         | Kira Mozgalova        | 585  | 49.2 | 49.7 | 51.3 | 51.7 | 201.9  | 786.9  |
| 6         | Zsófia Csonka         | 584  | 51.3 | 50.6 | 49.7 | 48.4 | 200.0  | 784.0  |
| 7         | Jo Yong-Suk           | 583  | 48.1 | 50.3 | 50.9 | 50   | 199.3  | 782.3  |
| 8         | Tanyaporn Prucksakorn | 586  | 50.1 | 46.8 | 46.3 | 49.2 | 192.4  | 778.4  |